# Cikháj
Cikháj (deutsch Ziegenhain) ist eine Gemeinde in Tschechien. Sie liegt neun Kilometer nördlich von Žďár nad Sázavou in den Saarer Bergen und gehört zum Okres Žďár nad Sázavou.

## Geographie
Cikháj befindet sich am Cikhajský potok in den Wäldern der Žďárské vrchy am südöstlichen Fuße der Tisůvka (792 m). Im Nordosten erhebt sich der Žákova hora (809 m), an dessen Hängen die Quellen der Svratka (Fluss) liegen, und im Osten der 824 m hohe Křivý javor, an dem der Cikhajský potok, ein Quellbach der Sázava, seinen Ursprung nimmt. Durch Cikháj führt die Staatsstraße 350 zwischen Přibyslav und Svratka.
Nachbarorte sind Herálec im Norden, Fryšava pod Žákovou horou, Tři Studně und Sklené im Südosten sowie Světnov im Süden.

## Geschichte
Nachdem am 9. September 1366 auf Anordnung des Landesmarschalls Heinrich von Leipa in dem Gebiet eine Grenzfestlegung zwischen der Herrschaft Nové Město na Moravě und dem Kloster Žďár erfolgt war, ordnete Boček Žďárský von Kunstadt 1368 eine Nutzbarmachung der Wälder an und der klösterliche Hof Walddorf entstand. Ausgehend von dem Klosterhof erfolgte die Anlegung der Siedlung Czykhaki, in der zunächst Waldarbeiter und Köhler lebten. Nach der Urbarmachung von Waldflächen wurde auch Landwirtschaft möglich und nach Anlegung von Teichen die Fischzucht. Später erfolgte auch Bergbau und der Holzreichtum führte zur Errichtung von zwei Glashütten. 1759 entstand die Ansiedlung Kozandiana.
Bis zur Säkularisation des Klosters im Jahre 1784 blieben beide Orte klösterlicher Besitz und wurden dann Teil der Herrschaft Žďár. 1788 erfolgte der Zusammenschluss des Hofes Walddorf mit der Ansiedlung Cikhay, deren Name im Laufe der Zeit als Cikaí, Ziegenhain und Cikháje geschrieben wurde.
Nach der Aufhebung der Patrimonialherrschaften wurde Cikháj zur selbständigen Gemeinde und gehörte ab 1849 zur Bezirkshauptmannschaft Neustadtl. 1850 erfolgte die Eingemeindung von Kocanda. 1862 eröffnete eine Dorfschule, die 1901 in ein neues Schulhaus umzog. 1869 lebten in dem Dorf 445 Menschen und 1930 waren es 319. Am 7. März 1930 wurde der Präsident Tomáš Garrigue Masaryk zum Ehrenbürger ernannt. Nach dem Schneebruch vom Oktober 1930 entstand zwischen Cikháj und der neu errichteten Waldarbeitersiedlung Borky bei Vojnův Městec eine Waldeisenbahnstrecke, die 1935 wieder stillgelegt wurde. Während des Zweiten Weltkrieges wurde Cikháj zu einem Zentrum der Partisanenbewegung und in den Wäldern hatte die Gruppe „Mistr Jan Hus“ ihren Schlupfwinkel.
Nach Kriegsende verlor das Dorf einen Teil seiner Einwohner, von denen 76 nach der Vertreibung in die ehemals deutschbesiedelten Gebiete zogen. Der Ortsteil Kocanda wurde im Februar 1948 zur Gemeinde Herálec ausgegliedert. 1950 hatte der Ort 209 Einwohner. Im selben Jahr begann die Gemeinde im Ortszentrum mit der Errichtung eines Kulturhauses. Auf Betreiben der landwirtschaftlichen Genossenschaft sollte mit Hilfe von Funktionären des Bezirksausschusses der Umbau zu einem Kuhstall durchgesetzt werden, der nach Protesten der Einwohner verhindert wurde. Nachdem der Bezirk eine finanzielle Unterstützung für den Fortbau des Kulturhauses verweigerte, verkaufte die Gemeinde die Bauruine an die Universität Brno, die 1963 in dem Objekt ein Schulungszentrum errichtete. Bei der Gebietsreform von 1960 wurde Cikháj an Světnov angegliedert.
1970 wurde das Quellgebiet der Svratka am Žákova hora zum Landschaftsschutzgebiet Žďárské vrchy erklärt. 1976 wurde die Schule geschlossen. Am 1. Juli 1980 erfolgte die Ausgliederung von Cikháj aus Světnov und die Eingemeindung nach Žďár nad Sázavou. Seit 1992 bildet Cikháj wieder eine selbständige Gemeinde.

## Sehenswürdigkeiten
- Glockenturm
- Denkmal für die Partisanenbrigade Mistr Jan Hus, westlich des Ortes am Waldrand
- Wassermühle
- Marterl
- ehemaliger Klosterhof Walddorf